# Résultats détaillés des championnats du monde d'athlétisme 1983
Résultats détaillés des Championnats du monde d'athlétisme 1983 de Helsinki.
| Courses: 100 m - 200 m - 400 m - 800 m - 1 500 m - 3 000 m - 5 000 m - 10 000 m - Marathon Obstacles: 100 m haies - 110 m haies - 400 m haies - 3 000 m steeple Marche: 20 km - 50 km Sauts: Hauteur - Longueur - Triple saut - Perche Lancers: Javelot - Disque - Poids - Marteau Relais: 4 × 100 m - 4 × 400 m Epreuves combinées: Décathlon - Heptathlon Légende - Liens externes |

## 100 m
| Rang | Pays                   | Athlète        | Temps   |
| ---- | ---------------------- | -------------- | ------- |
| 1    | États-Unis             | Carl Lewis     | 10 s 07 |
| 2    | États-Unis             | Calvin Smith   | 10 s 21 |
| 3    | États-Unis             | Emmit King     | 10 s 24 |
| 4    | Royaume-Uni            | Allan Wells    | 10 s 27 |
| 5    | République dominicaine | Juan Núñez     | 10 s 29 |
| 6    | Allemagne de l'Ouest   | Christian Haas | 10 s 32 |
| 7    | Australie              | Paul Narracott | 10 s 33 |
| 8    | Canada                 | Desai Williams | 10 s 36 |

| Rang | Pays               | Athlète                  | Temps   |
| ---- | ------------------ | ------------------------ | ------- |
| 1    | Allemagne de l'Est | Marlies Oelsner-Göhr     | 10 s 97 |
| 2    | Allemagne de l'Est | Marita Koch              | 11 s 02 |
| 3    | États-Unis         | Diane Williams           | 11 s 06 |
| 4    | Jamaïque           | Merlene Ottey            | 11 s 19 |
| 5    | Canada             | Angela Bailey            | 11 s 20 |
| 6    | Finlande           | Helinä Marjamaa          | 11 s 24 |
| 7    | Canada             | Angella Taylor-Issajenko | 11 s 30 |
| 8    | États-Unis         | Evelyn Ashford           | DNF     |

## 200 m
| Rang | Pays               | Athlète               | Temps   |
| ---- | ------------------ | --------------------- | ------- |
| 1    | États-Unis         | Calvin Smith          | 20 s 14 |
| 2    | États-Unis         | Elliott Quow          | 20 s 41 |
| 3    | Italie             | Pietro Mennea         | 20 s 51 |
| 4    | Royaume-Uni        | Allan Wells           | 20 s 52 |
| 5    | Allemagne de l'Est | Frank Emmelmann       | 20 s 55 |
| 6    | Nigeria            | Innocent Egbunike     | 20 s 63 |
| 7    | Italie             | Carlo Simionato       | 20 s 69 |
| 8    | Brésil             | João Batista da Silva | 20 s 80 |

| Rang | Pays               | Athlète                  | Temps   |
| ---- | ------------------ | ------------------------ | ------- |
| 1    | Allemagne de l'Est | Marita Koch              | 22 s 13 |
| 2    | Jamaïque           | Merlene Ottey            | 22 s 19 |
| 3    | Royaume-Uni        | Kathy Smallwood-Cook     | 22 s 37 |
| 4    | États-Unis         | Florence Griffith Joyner | 22 s 46 |
| 5    | Jamaïque           | Grace Jackson            | 22 s 63 |
| 6    | Bulgarie           | Anelia Nuneva            | 22 s 68 |
| 7    | Canada             | Angela Bailey            | 22 s 93 |
| 8    | Pologne            | Ewa Kasprzyk             | 23 s 03 |

## 400 m
| Rang | Pays                 | Athlète          | Temps   |
| ---- | -------------------- | ---------------- | ------- |
| 1    | Jamaïque             | Bert Cameron     | 45 s 05 |
| 2    | États-Unis           | Michael Franks   | 45 s 22 |
| 3    | États-Unis           | Sunder Nix       | 45 s 24 |
| 4    | Allemagne de l'Ouest | Erwin Skamrahl   | 45 s 37 |
| 5    | Allemagne de l'Ouest | Hartmut Weber    | 45 s 49 |
| 6    | RDA                  | Thomas Schönlebe | 45 s 50 |
| 7    | Trinité-et-Tobago    | Michael Paul     | 45 s 80 |
| 8    | Brésil               | A. Souza Gerson  | 45 s 91 |

| Rang | Pays                 | Athlète                | Temps        |
| ---- | -------------------- | ---------------------- | ------------ |
| 1    | Tchécoslovaquie      | Jarmila Kratochvílová  | 47 s 99 (RM) |
| 2    | Tchécoslovaquie      | Tatána Kocembová       | 48 s 59      |
| 3    | Union soviétique     | Mariya Pinigina        | 49 s 19      |
| 4    | Allemagne de l'Ouest | Gaby Bussmann          | 49 s 75      |
| 5    | Canada               | Marita Payne           | 50 s 06      |
| 6    | Union soviétique     | Irina Baskakova        | 50 s 48      |
| 7    | RDA                  | Dagmar Rübsam-Neubauer | 50 s 48      |
| 8    | États-Unis           | Rosalyn Bryant         | 50 s 66      |

## 800 m
| Rang | Pays                 | Athlète           | Temps         |
| ---- | -------------------- | ----------------- | ------------- |
| 1    | Allemagne de l'Ouest | Willi Wülbeck     | 1 min 43 s 65 |
| 2    | Pays-Bas             | Rob Druppers      | 1 min 44 s 20 |
| 3    | Brésil               | Joaquim Cruz      | 1 min 44 s 27 |
| 4    | Royaume-Uni          | Peter Elliott     | 1 min 44 s 87 |
| 5    | États-Unis           | James Robinson    | 1 min 45 s 12 |
| 6    | Brésil               | Agberto Guimarães | 1 min 45 s 46 |
| 7    | Allemagne de l'Ouest | Hans-Peter Ferner | 1 min 45 s 74 |
| 8    | États-Unis           | David Patrick     | 1 min 46 s 56 |

| Rang | Pays                 | Athlète                        | Temps         |
| ---- | -------------------- | ------------------------------ | ------------- |
| 1    | Tchécoslovaquie      | Jarmila Kratochvílová          | 1 min 54 s 68 |
| 2    | Union soviétique     | Lyubov Gurina                  | 1 min 56 s 11 |
| 3    | Union soviétique     | Yekaterina Podkopayeva         | 1 min 57 s 58 |
| 4    | Allemagne de l'Ouest | Margrit Klinger                | 1 min 58 s 11 |
| 5    | États-Unis           | Robin Campbell                 | 2 min 00 s 03 |
| 6    | Roumanie             | Doina Melinte                  | 2 min 00 s 13 |
| 7    | Tchécoslovaquie      | Milena Matejkovicova-Strnadova | 2 min 01 s 72 |
| 8    | Allemagne de l'Est   | Antje Schröder                 | 2 min 02 s 13 |

## 1 500 m
| Rang | Pays               | Athlète             | Temps         |
| ---- | ------------------ | ------------------- | ------------- |
| 1    | Royaume-Uni        | Steve Cram          | 3 min 41 s 59 |
| 2    | États-Unis         | Steve Scott         | 3 min 41 s 87 |
| 3    | Maroc              | Saïd Aouita         | 3 min 42 s 02 |
| 4    | Royaume-Uni        | Steve Ovett         | 3 min 42 s 34 |
| 5    | Espagne            | José Manuel Abascal | 3 min 42 s 47 |
| 6    | Suisse             | Pierre Délèze       | 3 min 43 s 69 |
| 7    | Allemagne de l'Est | Andreas Busse       | 3 min 43 s 72 |
| 8    | Yougoslavie        | Dragan Zdravković   | 3 min 43 s 75 |

| Rang | Pays             | Athlète                      | Temps         |
| ---- | ---------------- | ---------------------------- | ------------- |
| 1    | États-Unis       | Mary Decker-Slaney           | 4 min 00 s 90 |
| 2    | Union soviétique | Zamira Zaytseva              | 4 min 01 s 19 |
| 3    | Union soviétique | Yekaterina Podkopayeva       | 4 min 02 s 25 |
| 4    | Union soviétique | Ravilya Agletdinova-Kotovich | 4 min 02 s 67 |
| 5    | Royaume-Uni      | Wendy Smith-Sly              | 4 min 04 s 14 |
| 6    | Roumanie         | Doina Melinte                | 4 min 04 s 42 |
| 7    | Italie           | Gabriella Dorio              | 4 min 04 s 73 |
| 8    | Canada           | Brit Lind-Petersen-McRoberts | 4 min 05 s 73 |

## 5 000 m/3 000 m
| Rang | Pays                 | Athlète            | Temps          |
| ---- | -------------------- | ------------------ | -------------- |
| 1    | Irlande              | Eamonn Coghlan     | 13 min 28 s 53 |
| 2    | Allemagne de l'Est   | Werner Schildhauer | 13 min 30 s 20 |
| 3    | Finlande             | Martti Vainio      | 13 min 30 s 34 |
| 4    | Union soviétique     | Dmitriy Dmitriyev  | 13 min 30 s 38 |
| 5    | États-Unis           | Doug Padilla       | 13 min 32 s 08 |
| 6    | Allemagne de l'Ouest | Thomas Wessinghage | 13 min 32 s 46 |
| 7    | Éthiopie             | Wodajo Bulti       | 13 min 34 s 03 |
| 8    | Autriche             | Dietmar Millonig   | 13 min 36 s 08 |

| Rang | Pays                 | Athlète              | Temps              |
| ---- | -------------------- | -------------------- | ------------------ |
| 1    | États-Unis           | Mary Decker-Slaney   | 8 min 34 s 62      |
| 2    | Allemagne de l'Ouest | Brigitte Kraus       | 8 min 35 s 11      |
| 3    | Union soviétique     | Tatyana Kazankina    | 8 min 35 s 13      |
| 4    | Union soviétique     | Svetlana Ulmasova    | 8 min 35 s 55      |
| 5    | Royaume-Uni          | Wendy Smith-Sly      | 8 min 37 s 06      |
| 6    | Italie               | Agnese Possamai      | 8 min 37 s 96 (RN) |
| 7    | Royaume-Uni          | Jane Furniss-Shields | 8 min 45 s 69      |
| 8    | Union soviétique     | Natalya Artyomova    | 8 min 47 s 98      |

## 10 000 m
| Rang | Pays                 | Athlète            | Temps          |
| ---- | -------------------- | ------------------ | -------------- |
| 1    | Italie               | Alberto Cova       | 28 min 01 s 04 |
| 2    | Allemagne de l'Est   | Werner Schildhauer | 28 min 01 s 18 |
| 3    | Allemagne de l'Est   | Hansjörg Kunze     | 28 min 01 s 26 |
| 4    | Finlande             | Martti Vainio      | 28 min 01 s 37 |
| 5    | Tanzanie             | Gidamis Shahanga   | 28 min 01 s 93 |
| 6    | Portugal             | Carlos Lopes       | 28 min 06 s 78 |
| 7    | Royaume-Uni          | Nick Rose          | 28 min 07 s 53 |
| 8    | Allemagne de l'Ouest | Christoph Herle    | 28 min 09 s 05 |

## Marathon
| Rang | Pays               | Athlète             | Temps         |
| ---- | ------------------ | ------------------- | ------------- |
| 1    | Australie          | Robert de Castella  | 2 h 10 min 03 |
| 2    | Éthiopie           | Kebede Balcha       | 2 h 10 min 27 |
| 3    | Allemagne de l'Est | Waldemar Cierpinski | 2 h 10 min 37 |
| 4    | Suède              | Kjell-Erik Ståhl    | 2 h 10 min 38 |
| 5    | Tanzanie           | Agapius Masong      | 2 h 10 min 42 |
| 6    | Belgique           | Armand Parmentier   | 2 h 10 min 57 |
| 7    | Italie             | Gianni Poli         | 2 h 11 min 05 |
| 8    | Royaume-Uni        | Hugh Jones          | 2 h 11 min 15 |

| Rang | Pays             | Athlète                   | Temps           |
| ---- | ---------------- | ------------------------- | --------------- |
| 1    | Norvège          | Grete Waitz               | 2 h 28 min 09 s |
| 2    | États-Unis       | Marianne Dickerson        | 2 h 31 min 09 s |
| 3    | Union soviétique | Raisa Katyukova-Smekhnova | 2 h 31 min 13 s |
| 4    | Portugal         | Rosa Mota                 | 2 h 31 min 50 s |
| 5    | Canada           | Jacqueline Gareau         | 2 h 32 min 35 s |
| 6    | Italie           | Laura Fogli               | 2 h 33 min 31 s |
| 7    | Irlande          | Regina Joyce              | 2 h 33 min 52 s |
| 8    | Finlande         | Tuija Toivonen-Jousimaa   | 2 h 34 min 14 s |

## 20 km marche
| Rang | Pays             | Athlète            | Temps         |
| ---- | ---------------- | ------------------ | ------------- |
| 1    | Mexique          | Ernesto Canto      | 1 h 20 min 49 |
| 2    | Tchécoslovaquie  | Jozef Pribilinec   | 1 h 20 min 59 |
| 3    | Union soviétique | Yevgeniy Yevsyukov | 1 h 21 min 08 |
| 4    | Espagne          | José Marín         | 1 h 21 min 21 |
| 5    | France           | Gérard Lelièvre    | 1 h 21 min 37 |
| 6    | Tchécoslovaquie  | Pavol Blazek       | 1 h 21 min 54 |
| 7    | Italie           | Maurizio Damilano  | 1 h 21 min 57 |
| 8    | Canada           | Guillaume Leblanc  | 1 h 22 min 04 |

## 50 km marche
| Rang | Pays               | Athlète           | Temps         |
| ---- | ------------------ | ----------------- | ------------- |
| 1    | Allemagne de l'Est | Ronald Weigel     | 3 h 43 min 08 |
| 2    | Espagne            | José Marín        | 3 h 43 min 42 |
| 3    | Union soviétique   | Sergey Yung       | 3 h 49 min 03 |
| 4    | Finlande           | Reima Salonen     | 3 h 52 min 53 |
| 5    | Mexique            | Raúl González     | 3 h 53 min 51 |
| 6    | Canada             | François Lapointe | 3 h 53 min 57 |
| 7    | Italie             | Sandro Bellucci   | 3 h 55 min 38 |
| 8    | Union soviétique   | Viktor Dorovskikh | 3 h 56 min 02 |

## 110 m haies/100 m haies
| Rang | Pays               | Athlète          | Temps   |
| ---- | ------------------ | ---------------- | ------- |
| 1    | États-Unis         | Greg Foster      | 13 s 42 |
| 2    | Finlande           | Arto Bryggare    | 13 s 46 |
| 3    | États-Unis         | Willie Gault     | 13 s 48 |
| 4    | Canada             | Mark McKoy       | 13 s 56 |
| 5    | Allemagne de l'Est | Thomas Munkelt   | 13 s 66 |
| 6    | Hongrie            | György Bakos     | 13 s 68 |
| 7    | Bulgarie           | Ventsislav Radev | 13 s 73 |
| 8    | États-Unis         | Sam Turner       | 13 s 82 |

| Rang | Pays               | Athlète                      | Temps   |
| ---- | ------------------ | ---------------------------- | ------- |
| 1    | Allemagne de l'Est | Bettine Jahn                 | 12 s 35 |
| 2    | Allemagne de l'Est | Kerstin Knabe                | 12 s 42 |
| 3    | Bulgarie           | Ginka Zagorcheva             | 12 s 62 |
| 4    | Union soviétique   | Natalya Petrova              | 12 s 67 |
| 5    | Royaume-Uni        | Shirley Strong               | 12 s 78 |
| 6    | Union soviétique   | Yelena Biserova              | 12 s 80 |
| 7    | Allemagne de l'Est | Cornelia Riefstahl-Oschkenat | 12 s 94 |
| 8    | États-Unis         | Benita Fitzgerald-Brown      | 12 s 99 |

## 400 m haies
| Rang | Pays                 | Athlète           | Temps   |
| ---- | -------------------- | ----------------- | ------- |
| 1    | États-Unis           | Edwin Moses       | 47 s 50 |
| 2    | Allemagne de l'Ouest | Harald Schmid     | 48 s 61 |
| 3    | Union soviétique     | Aleksandr Kharlov | 49 s 03 |
| 4    | Suède                | Sven Nylander     | 49 s 06 |
| 5    | États-Unis           | André Phillips    | 49 s 24 |
| 6    | États-Unis           | David Lee         | 49 s 32 |
| 7    | Sénégal              | Amadou Dia Ba     | 49 s 61 |
| 8    | Pologne              | Ryszard Szparak   | 49 s 78 |

| Rang | Pays               | Athlète                   | Temps   |
| ---- | ------------------ | ------------------------- | ------- |
| 1    | Union soviétique   | Yekaterina Fesenko-Grun   | 54 s 14 |
| 2    | Union soviétique   | Anna Ambraziene           | 54 s 15 |
| 3    | Allemagne de l'Est | Ellen Fiedler             | 54 s 55 |
| 4    | Allemagne de l'Est | Petra Pfaff               | 54 s 64 |
| 5    | Allemagne de l'Est | Petra Krug                | 54 s 76 |
| 6    | Suède              | Ann-Louise Skoglund       | 54 s 80 |
| 7    | Royaume-Uni        | Susan Morley              | 56 s 04 |
| 8    | Roumanie           | Cristieana Cojocaru-Matei | 56 s 26 |

## 3 000 m steeple
| Rang | Pays                 | Athlète           | Temps         |
| ---- | -------------------- | ----------------- | ------------- |
| 1    | Allemagne de l'Ouest | Patriz Ilg        | 8 min 15 s 06 |
| 2    | Pologne              | Boguslaw Maminski | 8 min 17 s 03 |
| 3    | Royaume-Uni          | Colin Reitz       | 8 min 17 s 75 |
| 4    | France               | Joseph Mahmoud    | 8 min 18 s 32 |
| 5    | Royaume-Uni          | Roger Hackney     | 8 min 19 s 38 |
| 6    | Royaume-Uni          | Graeme Fell       | 8 min 20 s 01 |
| 7    | Kenya                | Julius Korir      | 8 min 20 s 11 |
| 8    | États-Unis           | Henry Marsh       | 8 min 20 s 45 |

## 4 × 100 m relais
| Rang | Pays                 | Athlètes                                                                | Temps        |
| ---- | -------------------- | ----------------------------------------------------------------------- | ------------ |
| 1    | États-Unis           | Emmit King Willie Gault Calvin Smith Carl Lewis                         | 37 s 86 (RM) |
| 2    | Italie               | Stefano Tilli Carlo Simionato Pierfrancesco Pavoni Pietro Mennea        | 38 s 37 (RN) |
| 3    | Union soviétique     | Andreï Prokofiev Nikolay Sidorov Vladimir Muravyov Viktor Bryzhin       | 38 s 41      |
| 4    | Allemagne de l'Est   | Andreas Knebel Thomas Schröder Jens Hubler Frank Emmelmann              | 38 s 51      |
| 5    | Allemagne de l'Ouest | Werner Bastians Christian Haas Jürgen Evers Andreas Rizzi               | 38 s 56      |
| 6    | Pologne              | Krzysztof Zwoliński Zenon Licznerski Czeslaw Pradzynski Marian Woronin  | 38 s 72      |
| 7    | Jamaïque             | George Walcott Raymond Stewart Leroy Reid Colin Bradford                | 38 s 75      |
| 8    | France               | Thierry François Marc Gasparoni Antoine Richard Jean-Jacques Boussemart | 38 s 98      |

| Rang | Pays               | Athlètes                                                                          | Temps   |
| ---- | ------------------ | --------------------------------------------------------------------------------- | ------- |
| 1    | Allemagne de l'Est | Silke Gladisch-Möller Marita Koch Ingrid Auerswald-Lange Marlies Oelsner-Göhr     | 41 s 76 |
| 2    | Royaume-Uni        | Joan Baptiste Kathy Smallwood-Cook Beverley Goddard-Callender Shirley Thomas      | 42 s 71 |
| 3    | Jamaïque           | Leleith Hodges Jacqueline Pusey Juliet Cuthbert Merlene Ottey                     | 42 s 73 |
| 4    | Bulgarie           | Ginka Zagorcheva Anelia Nuneva Nadezhda Georgieva Pepa Pavlova                    | 42 s 93 |
| 5    | Canada             | Angela Bailey Marita Payne-Wiggins Tanya Brothers Molly Killingbeck               | 43 s 05 |
| 6    | Union soviétique   | Lyudmila Kondratyeva Yelena Vinogradova Irina Olkhovnikova Olga Antonova          | 43 s 22 |
| 7    | France             | Marie-France Loval Marie-Christine Cazier-Ballo Rose-Aimée Bacoul Liliane Gaschet | 43 s 40 |
| 8    | Tchécoslovaquie    | Jarmila Nygrýnová Stepanka Sokolova Radislava Soborova Eva Murková                | 43 s 78 |

## 4 × 400 m relais
| Rang | Pays                 | Athlètes                                                               | Temps         |
| ---- | -------------------- | ---------------------------------------------------------------------- | ------------- |
| 1    | Union soviétique     | Sergey Lovachov Aleksandr Troshchilo Nikolay Chernetskiy Viktor Markin | 3 min 00 s 79 |
| 2    | Allemagne de l'Ouest | Erwin Skamrahl Jörg Vaihinger Harald Schmid Hartmut Weber              | 3 min 01 s 83 |
| 3    | Royaume-Uni          | Ainsley Bennett Garry Cook Todd Bennett Philip Brown                   | 3 min 03 s 53 |
| 4    | Tchécoslovaquie      | Miroslav Zahorak Petr Brecka Dušan Malovec Ján Tomko                   | 3 min 03 s 90 |
| 5    | Italie               | Stefano Malinverni Donato Sabia Mauro Zuliani Roberto Ribaud           | 3 min 05 s 10 |
| 6    | États-Unis           | Alonzo Babers Sunder Nix Willie Smith Edwin Moses                      | 3 min 05 s 29 |
| 7    | Suède                | Tommy Johansson Eric Josjö Per-Erik Olsson Ulf Sedlacek                | 3 min 08 s 57 |
| 8    | Pologne              | Ryszard Wichrowski Ryszard Szparak Andrzej Stepien Ryszard Podlas      | DNF           |

| Rang | Pays                 | Athlètes                                                                          | Temps         |
| ---- | -------------------- | --------------------------------------------------------------------------------- | ------------- |
| 1    | RDA                  | Kerstin Walther Sabine Busch Marita Koch Dagmar Rübsam-Neubauer                   | 3 min 19 s 73 |
| 2    | Tchécoslovaquie      | Tatána Kocembová Milena Strnadová Zuzana Moravcikova Jarmila Kratochvílová        | 3 min 20 s 32 |
| 3    | Union soviétique     | Yelena Didilenko-Korban Marina Ivanova-Kharlamova Irina Baskakova Mariya Pinigina | 3 min 21 s 16 |
| 4    | Canada               | Charmaine Crooks Jillian Richardson Molly Killingbeck Marita Payne-Wiggins        | 3 min 27 s 41 |
| 5    | États-Unis           | Roberta Belle Easter Gabriel Rosalyn Bryant Denean Howard-Hill                    | 3 min 27 s 57 |
| 6    | Allemagne de l'Ouest | Rita Daimer Ute Thimm Gisela Gottwald Gaby Bussmann                               | 3 min 29 s 43 |
| 7    | Bulgarie             | Svobodka Damyanova Rositsa Stamenova Katya Ilieva Galina Penkova                  | 3 min 30 s 36 |
| 8    | Roumanie             | Iulia Radu Daniela Matei Cristieana Cojocaru-Matei Elena Lina                     | 3 min 35 s 61 |

## Saut en hauteur
| Rang | Pays                 | Athlète             | Hauteur |
| ---- | -------------------- | ------------------- | ------- |
| 1    | Union soviétique     | Hennadiy Avdyeyenko | 2,32 m  |
| 2    | États-Unis           | Tyke Peacock        | 2,32 m  |
| 3    | Chine                | Zhu Jianhua         | 2,29 m  |
| 4    | Allemagne de l'Ouest | Dietmar Mögenburg   | 2,29 m  |
| 4    | Union soviétique     | Igor Paklin         | 2,29 m  |
| 6    | États-Unis           | Dwight Stones       | 2,29 m  |
| 7    | Allemagne de l'Ouest | Carlo Thränhardt    | 2,26 m  |
| 8    | Union soviétique     | Valeriy Sereda      | 2,26 m  |

| Rang | Pays                 | Athlète            | Hauteur |
| ---- | -------------------- | ------------------ | ------- |
| 1    | Union soviétique     | Tamara Bykova      | 2,01 m  |
| 2    | Allemagne de l'Ouest | Ulrike Meyfarth    | 1,99 m  |
| 3    | États-Unis           | Louise Ritter      | 1,95 m  |
| 4    | États-Unis           | Coleen Sommer      | 1,95 m  |
| 5    | Allemagne de l'Est   | Kerstin Brandt     | 1,92 m  |
| 6    | Canada               | Debbie Brill       | 1,88 m  |
| 7    | Allemagne de l'Est   | Susanne Helm-Beyer | 1,88 m  |
| 8    | Hongrie              | Olga Juha          | 1,88 m  |

## Saut en longueur
| Rang | Pays        | Athlète        | Distance |
| ---- | ----------- | -------------- | -------- |
| 1    | États-Unis  | Carl Lewis     | 8,55 m   |
| 2    | États-Unis  | Jason Grimes   | 8,29 m   |
| 3    | États-Unis  | Mike Conley    | 8,12 m   |
| 4    | Hongrie     | László Szalma  | 8,12 m   |
| 5    | Yougoslavie | Nenad Stekic   | 8,09 m   |
| 6    | Australie   | Gary Honey     | 8,06 m   |
| 7    | Espagne     | Antonio Corgos | 8,06 m   |
| 8    | Nigeria     | Yusuf Alli     | 7,89 m   |

| Rang | Pays               | Athlète                 | Distance |
| ---- | ------------------ | ----------------------- | -------- |
| 1    | Allemagne de l'Est | Heike Daute-Drechsler   | 7,27 m   |
| 2    | Roumanie           | Anisoara Cusmir-Stanciu | 7,15 m   |
| 3    | États-Unis         | Carol Lewis             | 7,04 m   |
| 4    | Union soviétique   | Tatyana Proskuryakova   | 7,02 m   |
| 5    | Royaume-Uni        | Beverly Kinch           | 6,93 m   |
| 6    | Hongrie            | Zsuzsa Vanyek           | 6,81 m   |
| 7    | Tchécoslovaquie    | Eva Murková             | 6,80 m   |
| 8    | Australie          | Robyn Lorraway          | 6,65 m   |

## Saut à la perche
| Rang | Pays             | Athlète               | Hauteur |
| ---- | ---------------- | --------------------- | ------- |
| 1    | Union soviétique | Sergueï Bubka         | 5,70 m  |
| 2    | Union soviétique | Konstantin Volkov     | 5,60 m  |
| 3    | Bulgarie         | Atanas Tarev          | 5,60 m  |
| 4    | Pologne          | Tadeusz Slusarski     | 5,55 m  |
| 5    | Brésil           | Tom Hintnaus          | 5,50 m  |
| 6    | France           | Patrick Abada         | 5,50 m  |
| 7    | Suède            | Miro Zalar            | 5,50 m  |
| 8    | France           | Thierry Vigneron      | 5,40 m  |
| 8    | Pologne          | Wladyslaw Kozakiewicz | 5,40 m  |

## Triple saut
| Rang | Pays            | Athlète           | Distance |
| ---- | --------------- | ----------------- | -------- |
| 1    | Pologne         | Zdzislaw Hoffmann | 17,42 m  |
| 2    | États-Unis      | Willie Banks      | 17,18 m  |
| 3    | Nigeria         | Ajayi Agbebaku    | 17,18 m  |
| 4    | États-Unis      | Mike Conley       | 17,13 m  |
| 5    | Tchécoslovaquie | Vlastimil Marinec | 17,13 m  |
| 6    | Tchécoslovaquie | Ján Cado          | 17,06 m  |
| 7    | Hongrie         | Béla Bakosi       | 16,83 m  |
| 8    | États-Unis      | Al Joyner         | 16,76 m  |

## Lancer du javelot
| Rang | Pays                 | Athlète          | Distance |
| ---- | -------------------- | ---------------- | -------- |
| 1    | Allemagne de l'Est   | Detlef Michel    | 89,48 m  |
| 2    | États-Unis           | Tom Petranoff    | 85,60 m  |
| 3    | Union soviétique     | Dainis Kula      | 85,58 m  |
| 4    | Union soviétique     | Heino Puuste     | 84,56 m  |
| 5    | Norvège              | Per Olsen Erling | 83,54 m  |
| 6    | Suède                | Kenth Eldebrink  | 83,28 m  |
| 7    | Tchécoslovaquie      | Zdenek Adamec    | 81,30 m  |
| 8    | Allemagne de l'Ouest | Klaus Tafelmeier | 80,42 m  |

| Rang | Pays                 | Athlète          | Distance |
| ---- | -------------------- | ---------------- | -------- |
| 1    | Finlande             | Tiina Lillak     | 70,82 m  |
| 2    | Royaume-Uni          | Fatima Whitbread | 69,14 m  |
| 3    | Grèce                | Ánna Veroúli     | 65,72 m  |
| 4    | Royaume-Uni          | Tessa Sanderson  | 64,76 m  |
| 5    | Roumanie             | Eva Raduly-Zörgö | 63,86 m  |
| 6    | Finlande             | Tuula Laaksalo   | 62,44 m  |
| 7    | Allemagne de l'Ouest | Beate Peters     | 62,42 m  |
| 8    | Cuba                 | María Colón      | 62,04 m  |

## Lancer du disque
| Rang | Pays               | Athlète               | Distance |
| ---- | ------------------ | --------------------- | -------- |
| 1    | Tchécoslovaquie    | Imrich Bugár          | 67,72 m  |
| 2    | Cuba               | Luis Delís            | 67,36 m  |
| 3    | Tchécoslovaquie    | Gejza Valent          | 66,08 m  |
| 4    | Finlande           | Ari Huumonen          | 65,44 m  |
| 5    | Allemagne de l'Est | Jürgen Schult         | 64,92 m  |
| 6    | Union soviétique   | Georgiy Kolnootchenko | 64,74 m  |
| 7    | Cuba               | Juan Martínez         | 64,26 m  |
| 8    | États-Unis         | Art Burns             | 63,22 m  |

| Rang | Pays               | Athlète                | Distance |
| ---- | ------------------ | ---------------------- | -------- |
| 1    | Allemagne de l'Est | Martina Opitz-Hellmann | 68,94 m  |
| 2    | Union soviétique   | Galina Murashova       | 67,44 m  |
| 3    | Bulgarie           | Maria Vergova-Petkova  | 66,44 m  |
| 4    | Bulgarie           | Tsvetanka Khristova    | 65,62 m  |
| 5    | Allemagne de l'Est | Gisela Beyer           | 65,26 m  |
| 6    | Tchécoslovaquie    | Zdenka Šilhavá         | 64,32 m  |
| 7    | Pays-Bas           | Ria Stalman            | 63,76 m  |
| 8    | Royaume-Uni        | Meg Ritchie            | 62,50 m  |

## Lancer du poids
| Rang | Pays               | Athlète           | Distance |
| ---- | ------------------ | ----------------- | -------- |
| 1    | Pologne            | Edward Sarul      | 21,39 m  |
| 2    | Allemagne de l'Est | Ulf Timmermann    | 21,16 m  |
| 3    | Tchécoslovaquie    | Remigius Machura  | 20,98 m  |
| 4    | États-Unis         | Dave Laut         | 20,60 m  |
| 5    | Union soviétique   | Jānis Bojārs      | 20,32 m  |
| 6    | Allemagne de l'Est | Udo Beyer         | 20,09 m  |
| 7    | Italie             | Alessandro Andrei | 20,07 m  |
| 8    | Finlande           | Aulis Akonniemi   | 19,85 m  |

| Rang | Pays                 | Athlète            | Distance |
| ---- | -------------------- | ------------------ | -------- |
| 1    | Tchécoslovaquie      | Helena Fibingerová | 21,05 m  |
| 2    | Allemagne de l'Est   | Helma Knorscheidt  | 20,70 m  |
| 3    | Allemagne de l'Est   | Ilona Slupianek    | 20,56 m  |
| 4    | Union soviétique     | Nunu Abashidze     | 20,55 m  |
| 5    | Union soviétique     | Natalya Lisovskaya | 20,02 m  |
| 6    | Roumanie             | Mihaela Loghin     | 19,85 m  |
| 7    | Allemagne de l'Ouest | Claudia Losch      | 19,72 m  |
| 8    | Cuba                 | Elena María Sarría | 19,47 m  |

## Lancer du marteau
| Rang | Pays                 | Athlète           | Distance |
| ---- | -------------------- | ----------------- | -------- |
| 1    | Union soviétique     | Sergey Litvinov   | 82,68 m  |
| 2    | Union soviétique     | Youri Sedykh      | 80,94 m  |
| 3    | Pologne              | Zdzislaw Kwasny   | 79,42 m  |
| 4    | Union soviétique     | Igor Nikulin      | 79,34 m  |
| 5    | Allemagne de l'Est   | Gunther Rodehau   | 77,08 m  |
| 6    | Allemagne de l'Ouest | Klaus Ploghaus    | 76,96 m  |
| 7    | Allemagne de l'Ouest | Karl-Hans Riehm   | 76,92 m  |
| 8    | Bulgarie             | Emanuil Dyulgerov | 76,64 m  |

## Décathlon/Heptathlon
| Rang | Pays                 | Athlète           | Points    |
| ---- | -------------------- | ----------------- | --------- |
| 1    | Royaume-Uni          | Daley Thompson    | 8 666 pts |
| 2    | Allemagne de l'Ouest | Jürgen Hingsen    | 8 561 pts |
| 3    | Allemagne de l'Ouest | Siegfried Wentz   | 8 478 pts |
| 4    | Allemagne de l'Est   | Uwe Freimuth      | 8 433 pts |
| 5    | Suisse               | Stefan Niklaus    | 8 212 pts |
| 6    | Union soviétique     | Aleksandr Nevskiy | 8 201 pts |
| 7    | Allemagne de l'Est   | Torsten Voss      | 8 167 pts |
| 8    | Allemagne de l'Est   | Steffen Grummt    | 8 149 pts |

| Rang | Pays                 | Athlète             | Points    |
| ---- | -------------------- | ------------------- | --------- |
| 1    | Allemagne de l'Est   | Ramona Neubert      | 6 714 pts |
| 2    | Allemagne de l'Est   | Sabine Paetz-John   | 6 662 pts |
| 3    | Allemagne de l'Est   | Anke Vater-Behmer   | 6 532 pts |
| 4    | Allemagne de l'Ouest | Sabine Everts       | 6 398 pts |
| 5    | Bulgarie             | Valentina Dimitrova | 6 362 pts |
| 6    | Union soviétique     | Yekaterina Smirnova | 6 321 pts |
| 7    | Australie            | Glynis Nunn         | 6 195 pts |
| 8    | Pays-Bas             | Tineke Hidding      | 6 155 pts |

## Légende
- RM: Record du monde
- RN: Record national
- DNF: Abandon